# 新北市區公車917路線
新北市區公車917路線，由台北客運營運。起點為鶯歌，終點為捷運永寧站。
922公車、917公車以及940公車調整行駛樹林交流道北上並且在104年11月22日起啟用。
917、922、940配合樹林交流道南出匝道完工調整動線並且106年1月6日起啟用。

## 歷史
- 2006年5月31日 正式闢駛。
- 2006年10月16日 調整班次，平常日由44班減為27班，例假日由26班減為16班，並提早末班車發車時間。
- 2008年1月1日 調整班次，平常日由27班減為16班，例假日由16班減為13班，另延後頭班車發車時間，由週一至週日0600延後為平常日0630、例假日0800；調度站由四海站改為三峽一站。
- 2010年3月/3日 調整路線，調整前為原線－三鶯大橋－復興路－福爾摩沙高速公路－原線，調整後為原線－三鶯大橋－復興路－隆恩街－復興路－福爾摩沙高速公路－原線，新增客家文化園區(一)站位。
- 2012年?月 調整例假日班次，由13班增為16班。
- 2015年7月1日 調整班次；末班車由2100延後至2200發車。
- 2015年11月10日 調整班次；末班車由2200提前至2100發車。
- 2015年11月22日 調整往程路線，改由樹林交流道上北二高(福爾摩沙高速公路)，調整前為 原線→三鶯大橋→復興路→三鶯交流道→福爾摩沙高速公路往捷運永寧站，調整後為原線→三鶯大橋→復興路→隆恩街→學府路→樹林交流道→福爾摩沙高速公路往捷運永寧站，新增鼎禮社區、北大高中、學府大雅路口、柑園市民活動中心站位；往程所有班次均行經客家文化園區一站位，返程則維持部分班次繞駛。返程動線 、站位、班次均無異動。
- 2017年1月6日 配合樹林交流道南出匝道完工調整返程路線，改由樹林交流道下北二高(福爾摩沙高速公路)。除隆恩街站位外，鼎禮社區、北大高中、學府大雅路口、柑園里民活動中心均改為雙邊設站。
- 2017年3月1日 調整平常日班次。
- 2019年2月1日 調整班次，由每日16班減為14班；例假日末班車時間由2100提前至2000。
- 2020年7月20日 調整平常日上午四班次延駛土城醫院，行車動線為捷運永寧站→金城路→清水路→明德路→清水路→裕民路→金城路→捷運永寧站→接原線返回鶯歌，新增土城區公所、土城醫院站位，不經震安宮、中華路口站位。
- 2021年2月8日 取消平常日上午四班次延駛土城醫院。

## 外部連結
- 台北客運 （页面存档备份，存于）
- 大臺北公車917 （页面存档备份，存于）
- 暢行台北公車客運資訊站的Facebook專頁